# Vieno Johannes Sukselainen
Vieno Johannes „Jussi” Sukselainen (ur. 12 października 1906 w Paimio, zm. 6 kwietnia 1995 w Espoo) – fiński polityk, wieloletni parlamentarzysta, czterokrotny przewodniczący Eduskunty, w 1957 oraz w latach 1959–1961 premier Finlandii.

## Życiorys
Ukończył studia wyższe z zakresu filozofii. Pracował m.in. jako wykładowca na Uniwersytecie Helsińskim. Zaangażował się w działalność Unii Agrariuszy, przekształconej później w Partię Centrum. Od połowy lat 40. do połowy lat 60. stał na czele tego ugrupowania. W latach 1948–1970 oraz 1972–1979 zasiadał w fińskim parlamencie. Czterokrotnie (1956–1957, 1958, 1968–1969 i 1972–1976) pełnił funkcję przewodniczącego Eduskunty.
Jussi Sukselainen kilkukrotnie obejmował stanowiska rządowe. W latach 1950–1951 był ministrem finansów w rządzie, na czele którego stał Urho Kekkonen. Następnie do 1953 pełnił funkcję ministra spraw wewnętrznych w trzech kolejnych gabinetach tego premiera. W 1954 był przez kilka miesięcy ministrem finansów u Ralfa Törngrena. Od maja do listopada 1957 oraz od stycznia 1959 do lipca 1961 dwukrotnie sprawował urząd premiera. W 1961 przez miesiąc pełnił jednocześnie obowiązki ministra spraw zagranicznych.
Działał także w szkolnictwie wyższym, między innymi jako kanclerz Uniwersytetu w Tampere w latach 1969–1978.
W 1957 otrzymał Order Odrodzenia Polski I klasy.